# Raised on Rock (álbum)
Raised on Rock es el quincuagésimo álbum de estudio del músico y cantante estadounidense Elvis Presley, publicado por la compañía discográfica RCA Victor en octubre de 1973. Junto con el álbum Elvis, fue publicado después del éxito masivo de Aloha from Hawaii Via Satellite, si bien su predecesor contenía material grabado antes del concierto de Hawái. El disco, que vendió más de un millón de copias a nivel mundial, fue grabado en los Stax Studios de Memphis, Tennessee en julio de 1973 y en el hogar de Presley en Palm Springs (California) en septiembre de 1973. Dos canciones de estas sesiones fueron guardadas para publicar en el álbum Good Times la primavera siguiente. «Raised on Rock», con «For Ol' Times Sake» como cara B, fue el único sencillo extraído del álbum y llegó al puesto 41 en la lista Billboard Hot 100 en septiembre de 1973.
El álbum fue uno de los pocos trabajos de Presley que no entró en la lista de discos más vendidos del Reino Unido, aunque sí lo hizo el sencillo homónimo. El álbum se caracterizó, en contraposición con sus trabajos anteriores, por tener un sonido diferente, más cercano al registro del soul e incluso del funk. Varias de las canciones fueron versiones como «Are You Sincere», aunque también incluyó composiciones nuevas como el tema que da título al álbum, compuesto por el propio Presley, o bien por otros escritores en los que confiaba, como Mark James. 
En 1979, una versión distinta de «Are You Sincere» fue incluida en el álbum Our Memories of Elvis y publicada como sencillo, que alcanzó el puesto diez en la lista de country de Billboard.

## Lista de canciones
| Cara A |                             |                       |          |  |
| N.º    | Título                      | Escritor(es)          | Duración |  |
| 1.     | «Raised on Rock»            | Mark James            | 2:40     |  |
| 2.     | «Are You Sincere»           | Wayne Walker          | 2:01     |  |
| 3.     | «Find Out What's Happening» | Jerry Crutchfield     | 2:31     |  |
| 4.     | «I Miss You»                | Donnie Sumner         | 2:14     |  |
| 5.     | «Girl of Mine»              | Les Reed, Barry Mason | 3:38     |  |

| Cara B |                          |                                                         |          |  |
| N.º    | Título                   | Escritor(es)                                            | Duración |  |
| 1.     | «For Ol' Times Sake»     | Tony Joe White                                          | 3:37     |  |
| 2.     | «If You Don't Come Back» | Jerry Leiber and Mike Stoller                           | 2:31     |  |
| 3.     | «Just a Little Bit»      | Ralph Bass, Fats Washington, John Thornton, Piney Brown | 2:33     |  |
| 4.     | «Sweet Angeline»         | Chris Arnold, David Martin, Geoff Morrow                | 3:02     |  |
| 5.     | «Three Corn Patches»     | Jerry Leiber, Mike Stoller                              | 2:46     |  |

## Personal
- Elvis Presley – guitarra, voz
- James Burton – guitarra
- Bobby Wood – piano
- Jerry Carrigan – batería
- Tommy Cogbill – bajo
- Donald "Duck" Dunn – bajo
- Bobby Emmons – órgano
- Tom Hensley – bajo
- Charlie Hodge – guitarra
- Glen Spreen – orquestación
- Ron Tutt – batería
- Reggie Young – guitarra
- Mary and Ginger Holliday – coros
- Kathy Westmoreland – coros
- Al Jackson, Jr. – batería
- J. D. Sumner & the Stamps – coros

## Posición en listas
| País           | Lista                | Posición |
| -------------- | -------------------- | -------- |
| Estados Unidos | Billboard Pop Albums | 50       |